# Glutamato Ye-Yé
Glutamato Ye-Yé es un grupo de pop-rock español, formado en 1979 y disuelto en 1986. Inicialmente parte, junto a Derribos Arias, Pelvis Turmix y Sindicato Malone, de las «hornadas irritantes», que se oponían a ciertas tendencias pop de la movida madrileña. Llegaron a obtener cierta repercusión comercial a mediados de los años 1980 con canciones como «Todos los negritos tienen hambre (y frío)». El cantante del grupo, Iñaki Fernández, llegó a ser uno de los personajes más vistosos de los primeros años de la movida, gracias en buena medida a su provocadora imagen, ya que lucía flequillo y bigote a la manera de Adolf Hitler.

## Historia
Nació en 1979 de la mano de Ramón Recio e Iñaki Fernández y se sumaron Manuel Patacho Recio y Alberto Haro. Bastante gente pasó por el grupo, siendo los miembros estables Ramón Recio (letras), Iñaki Fernández (voz), Patacho (guitarra), Eugenio Haro (guitarra), Jacinto Golderos (bajo) y Carlos Durante (batería).
Tras tocar en muchos bares madrileños ficharon en 1981 por Spansuls. Grabaron su primer EP en 1982. Pero el que debía ser la referencia PNK-001 de Spansuls fue vendido al sello DRO, convirtiéndose en DRO-005. Se trata del EP que contiene «Un hombre en mi nevera».
Debido a que Iñaki tuvo que hacer el servicio militar, su primer álbum se quedó en el mini-LP Zoraida. En 1982, Ramón creó el sello Goldstein, lo que dio al grupo estabilidad para tocar en los locales de moda y grabar canciones como Comamos cereales.
Cuando Pancoca, distribuidora de Goldstein, quebró, el sello desapareció también, pero Glutamato Ye-Yé recalaron en Ariola Records, una compañía discográfica de peso. En 1984 grabaron un álbum que incluía el irónico tema "Todos los negritos tienen hambre y frío", que se convirtió en un clásico del grupo. Se hicieron muy populares y vendieron unas 40.000 copias. Al año grabaron Guapamente, que tuvo menores ventas, pero que incluía la canción "Alicia", por la cual fueron propuestos para ir a Eurovisión. En 1986 editan, también en Ariola, Vivesubida, álbum en el que su sonido se vuelve más roquero en temas como "Hey, tío". Para entonces, Eugenio Haro Ibars ya había dejado el grupo para fundar otra banda de personalidad "irritante": Ciudad Jardín, en compañía de Rodrigo de Lorenzo.
En 1986 el grupo se disolvió, reuniéndose en 1987 para dar un concierto de despedida. En adelante sus miembros pasaron a otros grupos o bien actuaron en solitario. Iñaki Fernández formó, con Ricardo del Castillo, el grupo Iñaki y Los Beatos, con el que grabó un EP antes de pasar a llamarse Los Pecadores tras un incidente con una de sus canciones. Carlos Durante fichó por Desperados y Patacho inició un nuevo proyecto con Fino Oyonarte y José María Granados (de Mamá) bajo el nombre de La Banda del Otro Lado. Algunas veces se reunieron, para grabar recopilatorios u homenajear a compañeros fallecidos como Ramón Recio (1962-1988) y los hermanos Alberto (1964-1987) y Eugenio Haro Ibars (1958-1991).
El 23 de mayo de 2008 se reunieron para dar un concierto en la sala Joy Eslava de Madrid.
Desde 2008 el grupo está activo con Patacho e Iñaki al frente de la banda, realizando numerosos conciertos por el país.
En la madrugada del 10 de mayo de 2025 falleció Iñaki Fernández a los 63 años de edad, a causa de un cáncer.

## Discografía

### Álbumes
- Zoraida (Mini-LP). (DRO, 1982).
- Todos los negritos tienen hambre y frío (Mini-LP). (Ariola Records, 1984).
- Guapamente (Mini-LP). Ariola (1985).
- Vive subida (Álbum). Ariola (1986).
- ¡VAYA CRISTO! (33º aniversario) (3 CD). Lemuria Music, 2011).

### EP
- Corazón loco. DRO (1982).
- Conjuro a medias. La Fábrica Magnética (1991).

### Sencillos
- Comamos cereales. Goldstein (1983).

### Recopilaciones y otros
- Un corte en el recopilatorio Navidades Radiactivas: Glutamatonavidad (1982).
- Disco pocho (con Derribos Arias). GASA (1983).
- ...¡Esto fue todo! (Doble álbum). Twins (1987).
- Y al tercer año (álbum). La Fábrica Magnética (1989).
- Un corte en el recopilatorio Homenaje a Poch: No tienes ni idea (1991).
- Un corte extraído del Flamingo All Stars: No sabes amar. (1998).
- Grandes éxitos, inéditos y rarezas (CD). Ventura. (2001).